# Echinaster luzonicus
Echinaster luzonicus là tên của một loài sao biển thuộc họ Echinasteridae. Người ta thấy chúng sống ở những vùng nước nông của phía tây khu vực Ấn Độ Dương-Thái Bình Dương. Đôi khi, loài này sống cộng sinh với sứa lược với động vật giáp xác kích thước nhỏ.

## Mô tả
Loài này thường có 6 cánh nhưng thực tế thì nó không đối xứng bởi vì nó có thói quen tự vứt bỏ cánh của mình. Màu của nó là từ đỏ đến nâu đậm. Nó cũng có khả năng đổi màu từ đỏ đến nâu và ngược lại, có thể là phản ứng lại với lượng ánh sáng xung quanh.

## Phân bố và môi trường sống
Loài này sống ở môi trường nhiệt đới và cận nhiệt đới của vùng phía tây khu vực Ấn Độ Dương-Thái Bình Dương. Phạm vi mà nó sống là từ Madagascar và bờ biển phía đông Châu Phi cho đến đến bắc Úc, Indonesia, Philippines. Chúng là loài phổ biến, người ta có thể bắt được nó ở trong các rạn san hô và vùng thủy triều lên xuống.

## Sinh thái học
Echinaster luzonicus ăn các mảng tảo và vi khuẩn bám ở trên chất nền. Nó khác với các loài cùng chi bởi vì nó sinh sản vô tính bằng cách tự vứt bỏ các cánh của nó. Các cánh bị vứt bỏ sẽ phát triển thành một cá thể hoàn chỉnh. Hiện những nhà nghiên cứu vẫn chưa ghi nhận rằng loài này có hình thức sinh sản nào khác hay không.
Một loài động vật không xương sống nằm trong phân lớp Copepoda sống cộng sinh ở mặt dưới của loài sao biển này. Nó biến đổi màu sắc của nó để hòa với màu sắc của vật chủ. Bên cạnh đó, loài sứa lược Coeloplana astericola, cũng sống cộng sinh ở trên lưng của loài này với mật độ lớn.